# 呉大峻
吳大峻（ご たいしゅん、1933年9月1日 - ）は中華人民共和国出身のアメリカの物理学者。高エネルギー核物理学や統計力学に寄与したことが知られている。

## 生涯
中国上海市で生まれ、米国ミネソタ大学で電気工学を専攻し、1953年に実施されたウィリアム・ローウェル・パットナム数学コンペティションでパットナム・フェロー(Putnam Fellows)を受賞した。 1954年にはハーバード大学応用物理学科で理学修士の学位を受け、1956年には理学博士の学位を受けた。彼の論文は「I.インピーダンスの概念、II。高周波散乱に関するもの」としてロナルドW.P.キングの助言を受けた。
1956年から1969年までハーバード大学教授会でジュニア・フェローコースを履修し、1959年にはハーバード大学応用物理学科教授として採用された。 1966年には米国ニューヨークロックフェラー大学訪問を予約し、1971年にはドイツハンブルクに位置するドイツ電子シンクロトロン訪問を予約した。 1977年にはスイスジュネーブに位置する欧州原子核研究機構、オランダユトレヒト大学を訪問した。1999年ハイネマン賞数理物理学部門受賞。